# Arnold Zweig
Arnold Zweig (Głogów, 1887. november 10. – Kelet-Berlin, 1968. november 26.) német író.

## Élete
A gimnáziumot Katowice-ben, egyetemi tanulmányait Wrocławban, Münchenben, Berlinben, Rostockban és Tübingenben végezte. Önként jelentkezett közkatonának az első világháború idején, Franciaországban, Magyarországon és Szerbiában szolgált. 1933-ban - a nemzetiszocialista hatalomátvételt követően - emigrált. 1948 után tagja volt az NDK parlamentjének. 1950-1953 a Német Művészeti Akadémia elnöke volt.

## Megjelent könyvei
| Év   | Eredeti cím                                 | Év   | Magyar cím              |
| ---- | ------------------------------------------- | ---- | ----------------------- |
| 1911 | Aufzeichnungen über eine Familie Klopfer    |      |                         |
| 1912 | Novellen um Claudia                         |      |                         |
| 1912 | Abigail und Nabal                           |      | Abigail és Nabal        |
| 1915 | Ritualmord in Ungarn                        |      |                         |
| 1916 | Quartettsatz von Schönberg                  |      |                         |
| 1916 | Judenzählung vor Verdun                     |      |                         |
| 1916 | Geschichtenbuch                             |      |                         |
| 1920 | Die Sendung Semaels                         |      |                         |
| 1920 | Das ostjüdische Antlitz                     |      |                         |
| 1923 | Gerufene Schatten                           |      |                         |
| 1925 | Frühe Fährten                               |      |                         |
| 1925 | Lessing, Kleist, Büchner                    |      |                         |
| 1925 | Das neue Kanaan                             |      |                         |
| 1925 | Die Umkehr des Abtrünnigen                  |      |                         |
| 1926 | Der Regenbogen                              |      |                         |
| 1926 | Der Spiegel des grossen Kaisers             |      |                         |
| 1926 | Caliban oder Politik und Leidenschaft       |      |                         |
| 1926 | Gerufene Schatten                           |      |                         |
| 1927 | Der Streit um den Sergeanten Grischa        | 1956 | Grisa őrmester          |
| 1928 | Juden auf der deutschen Bühne               |      |                         |
| 1931 | Junge Frau von 1914                         |      |                         |
| 1932 | De Vriendt kehrt heim                       |      |                         |
| 1933 | Die Aufgabe des Judentums                   |      |                         |
| 1934 | Bilanz der deutschen Judenheit. Ein Versuch |      |                         |
| 1935 | Erziehung vor Verdun                        | 1938 | A verduni iskola        |
| 1937 | Einsetzung eines Königs                     |      |                         |
| 1938 | Versunkene Tage                             |      |                         |
| 1939 | Bonaparte in Jaffa                          |      |                         |
| 1943 | Das Beil von Wandsbek                       | 1959 | A wandsbecki hentesbárd |
| 1954 | Die Feuerpause                              |      |                         |
| 1956 | Früchtekorb                                 |      |                         |
| 1957 | Die Zeit ist reif                           |      |                         |
| 1962 | Traum ist teuer                             |      |                         |
| 1967 | Über Schriftsteller                         |      |                         |

## Magyarul
- Grisa őrmester; ford. Róna Imre; Pantheon, Bp., 1929 (A kiválasztottak)
- A verduni iskola; ford. Horváth Zoltán; Pantheon, Bp., 1938
- Vihar Palesztina felett. Regény; ford. Mikes Imre; Epocha, Bp., 1938
- Verdun iskolája. Regény; ford. Ottlik Géza, versford. Kerényi Grácia; Szépirodalmi, Bp., 1954
- Verdun iskolája; ford. Ottlik Géza; 2., jav. kiad.; Új Magyar Kiadó, Bp., 1955
- Grisa őrmester; ford. Heltai György, Új Magyar Kiadó, Bp., 1956
- A wandsbeki bárd. Regény; ford. Zsámboky János, Kardoss Tilda; Kossuth, Bp., 1959
- A parancs. Válogatott novellák; vál. Gera György, ford. Ember Mária et al., utószó Rényi Péter; Magyar Helikon, Bp., 1960
- Nyugati krónika; ford. Vermes Magda; Európa, Bp., 1961
- Grisa őrmester; ford. Mészáros Klára; Európa, Bp., 1975 (Századunk mesterei)
- Békehozó Helbret. Elbeszélések; vál., utószó Jakabffy Tamás, ford. Ember Mária et al.; Kriterion, Bukarest, 1991 (Horizont könyvek)